# Dorothy Lamour
Dorothy Lamour (New Orleans, 10 december 1914 - Los Angeles, 22 september 1996) was een Amerikaanse actrice en zangeres. Ze is bekend van de Road to...-filmreeks, een aantal succesvolle comedies met Bing Crosby en Bob Hope.
Lamour begon haar carrière in de jaren 30 als zangeres van het orkest van Herbie Kay, met wie ze in 1935 trouwde (en van wie ze in 1939 scheidde). In 1936 verhuisde ze naar Hollywood waar ze een contract tekende met Paramount Pictures. In 1936 speelde ze Ulah in The Jungle Princess. Met deze rol brak ze door. In 1940 speelde ze in haar eerst Road to...-film Road to Singapore. De Road to...-films waren erg populair in de jaren 40. De laatste film van de reeks, Road to Bali, werd in 1952 uitgebracht. Haar carrière als actrice op het witte doek stelde daarna niet veel meer voor en ze richtte zich op haar werk in het theater en op televisie. In 1987 was ze voor het laatste op de televisie te zien.
In 1943 trouwde Lamour met haar tweede man, William Ross Howard III. Ze hadden samen twee zoons en waren getrouwd tot Howard in 1978 stierf. Lamour stierf thuis in 1996 op 81-jarige leeftijd.
- Biblioteca Nacional de España: XX1289736
- Bibliothèque nationale de France: cb13935228w (data)
- Catàleg d'autoritats de noms i títols de Catalunya: 981058609978506706
- CiNii: DA14850342
- Gemeinsame Normdatei: 119510332
- International Standard Name Identifier: 0000 0000 8125 5873
- Library of Congress Control Number: n79122152
- MusicBrainz: 8006fe4d-d2b1-4790-a012-c4cefc7513bf
- National Archives and Records Administration: 10583034
- Nationale bibliotheek van Australië: 35957929
- Nationale Bibliotheek van Israël: 987008729430505171
- Nationale Bibliotheek van Polen: a0000003741626
- SNAC: w6bp10m8
- Système universitaire de documentation: 073693219
- Trove: 1162861
- Virtual International Authority File: 46949947
- WorldCat: E39PBJbM8TX3G96GdcgrkqJVYP